# محمد النجدي
محمد النجدي (23 يناير 1984) لاعب كرة قدم بحريني يلعب حاليا لصالح نادي الدرجة الأولى الرفاع البحريني في مركز قلب الدفاع من 2002.

## الإنجازات

### الرفاع
- الدوري البحريني الممتاز (4): 2003، 2005، 2012، 2014
- كأس ملك البحرين (1): 2010
- كأس ولي العهد (3): 2003، 2004، 2005
- كأس الاتحاد البحريني (2): 2004، 2014